# RIZIN.19
RIZIN.19（ライジン・ナインティーン）は、日本の総合格闘技団体「RIZIN」の大会の一つ。
2019年10月12日に大阪府大阪市浪速区の大阪府立体育会館（エディオンアリーナ大阪）で開催された。

## 概要
RIZIN初の大阪開催で、「RIZIN FIGHTING WORLD GP 2019」ライト級トーナメントの1回戦が行われた。ジョニー・ケース、トフィック・ムサエフ、パトリッキー・"ピットブル"・フレイレ、ルイス・グスタボの4名が勝ち上がり、試合後、公開抽選会が行われ、準決勝の2試合が決定した。他には、女子スーパーアトム級挑戦者決定戦でハム・ソヒが勝利し、王者・浜崎朱加とのタイトルマッチが決定した。

なお、今大会の模様は、フジテレビ地上波全国ネットで放送され、第10～12試合が生中継で放送されたが、令和元年東日本台風（台風19号）の接近による報道特別番組対応のため、一部短縮されてオンエアされた。

## 対戦カード
第1試合 キックボクシングルール 56.0kg契約ワンマッチ 3分3R
○  植山征紀 vs.  梅井泰成 ×
3R終了 判定3-0
第2試合 MMAルール 無差別級ワンマッチ 5分3R
○  シビサイ頌真 vs.  キム・チャンヒ ×
1R 1:09 キムラロック
第3試合 キックボクシングルール 77.0kg契約ワンマッチ 3分3R
×  HIROYA vs.  小西拓槙 ○
1R 1:20 TKO（飛び膝蹴り）
第4試合 キックボクシングルール 62.0kg契約ワンマッチ 3分3R
○  白鳥大珠 vs.  大雅 ×
3R終了 判定3-0
第5試合 MMAルール 77.0kg契約ワンマッチ 5分3R
○  中村K太郎 vs.  マルコス・ヨシオ・ソウザ×
1R 1:18 TKO（コーナーストップ）
第6試合 RIZIN FIGHTING WORLD GP 2019 LIGHT WEIGHT TOUNAMENT 1回戦 第1試合 5分3R
○  トフィック・ムサエフ vs.  ダミアン・ブラウン ×
1R 4:14 TKO（グラウンドパンチ）
※ムサエフがトーナメント準決勝進出。
第7試合 RIZIN FIGHTING WORLD GP 2019 LIGHT WEIGHT TOUNAMENT 1回戦 第2試合 5分3R
○  ルイス・グスタボ vs.  上迫博仁 ×
1R 3:55 TKO（レフェリーストップ）
※グスタボがトーナメント準決勝進出。
第8試合 RIZIN FIGHTING WORLD GP 2019 LIGHT WEIGHT TOUNAMENT 1回戦 第3試合 5分3R
○  パトリッキー・"ピットブル"・フレイレ vs.  川尻達也 ×
1R 1:10 TKO（グラウンドパンチ）
※フレイレがトーナメント準決勝進出。
第9試合 RIZIN FIGHTING WORLD GP 2019 LIGHT WEIGHT TOUNAMENT 1回戦 第4試合 5分3R
○  ジョニー・ケース vs.  ホベルト・サトシ・ソウザ ×
1R 1:15 TKO（レフェリーストップ）
※ケースがトーナメント準決勝進出。
第10試合 女子MMAルール 51.0kg契約ワンマッチ 5分3R 肘あり
○  RENA vs.  アレキサンドラ・アルヴァーレ ×
1R 0:20 KO（スタンドパンチ）
第11試合 女子MMAルール 49.0kg契約ワンマッチ 5分3R
○  ハム・ソヒ vs.  山本美憂 ×
2R 4:42 TKO（グラウンドパンチ）
第12試合 MMAルール 61.0kg契約ワンマッチ 5分3R 肘あり
○  朝倉海 vs.  佐々木憂流迦 ×
1R 0:54 TKO（レフェリーストップ：顎の骨折)
第13試合 MMAルール 100kg契約ワンマッチ 5分3R 肘あり
○  イリー・プロハースカ vs.  ファビオ・マルドナド ×
1R 1:49 TKO（グラウンドパンチ）